# Torstein Dahle
Torstein Dahle (født 20. februar 1947 i Oslo) er en norsk politiker og økonom, der var formand for partiet Rødt fra dets stiftelse i 2007 og til 2010, hvor han blev efterfulgt af Turid Thomassen. 
Dahle er uddannet civiløkonom fra Norges Handelshøyskole (NNH) i 1970. Han arbejdede efterfølgende som administrationschef hos tektene Aall & Løkeland i Bergen, men blev i 1972 ansat ved NNH, bl.a. som videnskabelig assistent og studiekonsulent. Han var fra 1988 til 1998 lektor ved Skattedirektoratet/Skatteetatskolen i Bergen. Derefter kom han til Facto (Kunnskapssenter for fagorganiserte), og siden 2002 har han været lektor ved Høgskolen i Bergen. 
Siden grundlæggelsen af Rødt i 2007 har han været partiets formand. Tidligere var han formand for Rød Valgallianse (RV), der indgik i Rødt. Han var medstifter af både RV og Arbeidernes kommunistparti, som han dog forlod i 1997.